# Plemię (biologia)

Podstawowe kategorie systematyczne w hierarchicznym systemie klasyfikacji biologicznej. Kategorie pomocnicze nie zostały pokazane.

Plemię, tryb (łac. tribus) – pomocnicza kategoria systematyczna szczebla rodzinowego, niższa od rodziny (familia), a wyższa od rodzaju (genus). Dodatkowymi kategoriami pomocniczymi dla plemienia są nadplemię (supertribus) i podplemię (subtribus), a w literaturze anglojęzycznej również infratribus.
Przykładem rodziny podzielonej na plemiona jest u roślin rodzina wiechlinowatych (Poaceae), a u zwierząt – rodzina kaczkowatych (Anatidae). W systematyce ptaków używa się przy tym niekiedy dla tej kategorii nazwy „szczep”, jest ona jednak niejednoznaczna i myląca (inne znaczenia w biologii: szczep – kategoria wyższa od rzędu, stosowana np. u ssaków; szczep – populacja bakterii lub wirusów).

## Pozycja taksonomiczna
Plemię obejmuje blisko spokrewnione rodzaje. Jego pozycja w układzie hierarchicznym (z uwzględnieniem kategorii pomocniczych) wygląda następująco.
- rodzina
- podrodzina
- nadplemię
- plemię
- podplemię
- rodzaj